# Загар'є (Юр'янський район)
Зага́р'є (рос. Загарье) — село у складі Юр'янського району Кіровської області, Росія. Адміністративний центр Загарського сільського поселення.

## Населення
Населення становить 1051 особа (2010, 1191 у 2002).
Національний склад станом на 2002 рік — росіяни 95 %.

## Історія
Село засноване 1615 року як погост біля присілка Мартиновка, яка в майбутньому увійшла до складу Загар'я.